# Temple Daizen-ji
Le temple Daizen-ji se situe sur une colline dans la ville de Susaki, préfecture de Kôchi et appartient à la branche religieuse Kōyasan Shingon-shū (こうやさんしんごんしゅう).

## Présentation

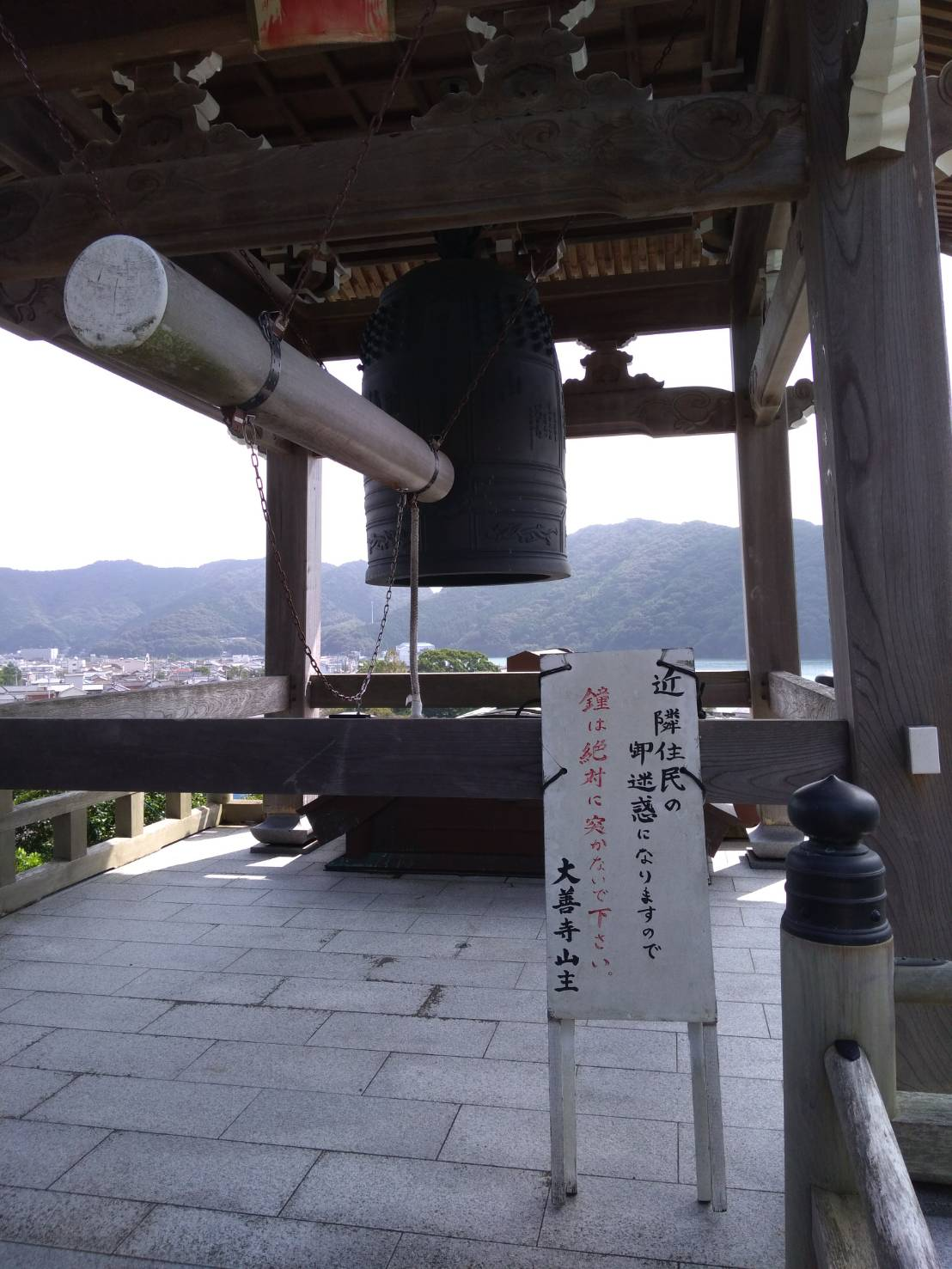
Cloche du Daizen-ji

Le bouddha principal du temple est Kôbô Daishi (こうぼうだいし). Il est aussi connu sous le nom de Futatsu Daishi (二つ大師). Sur l’île de Shikoku, on ne retrouve pas seulement le pèlerinage de Shikoku (しこくはちじゅうはっかしょ) qui comprend 88 temples. On retrouve aussi les pèlerinages listés ci-dessous dont le temple Daizen-ji fait partie :
- 20 temples exceptionnels de Shikoku (しこくべっかくにじゅうれいじょう), c’est le temple numéro 5
- 33 Kannons de Shikoku (しこくさんじゅうさんかんのんれいじょう), c’est le temple numéro 14
- 7 Divinités du Bonheur de Tosa (とさしちふくじんれいじょう), la divinité de la bonne fortune du temple Daizen-ji est Fukurokuju (ふくろくじゅ)

## Histoire

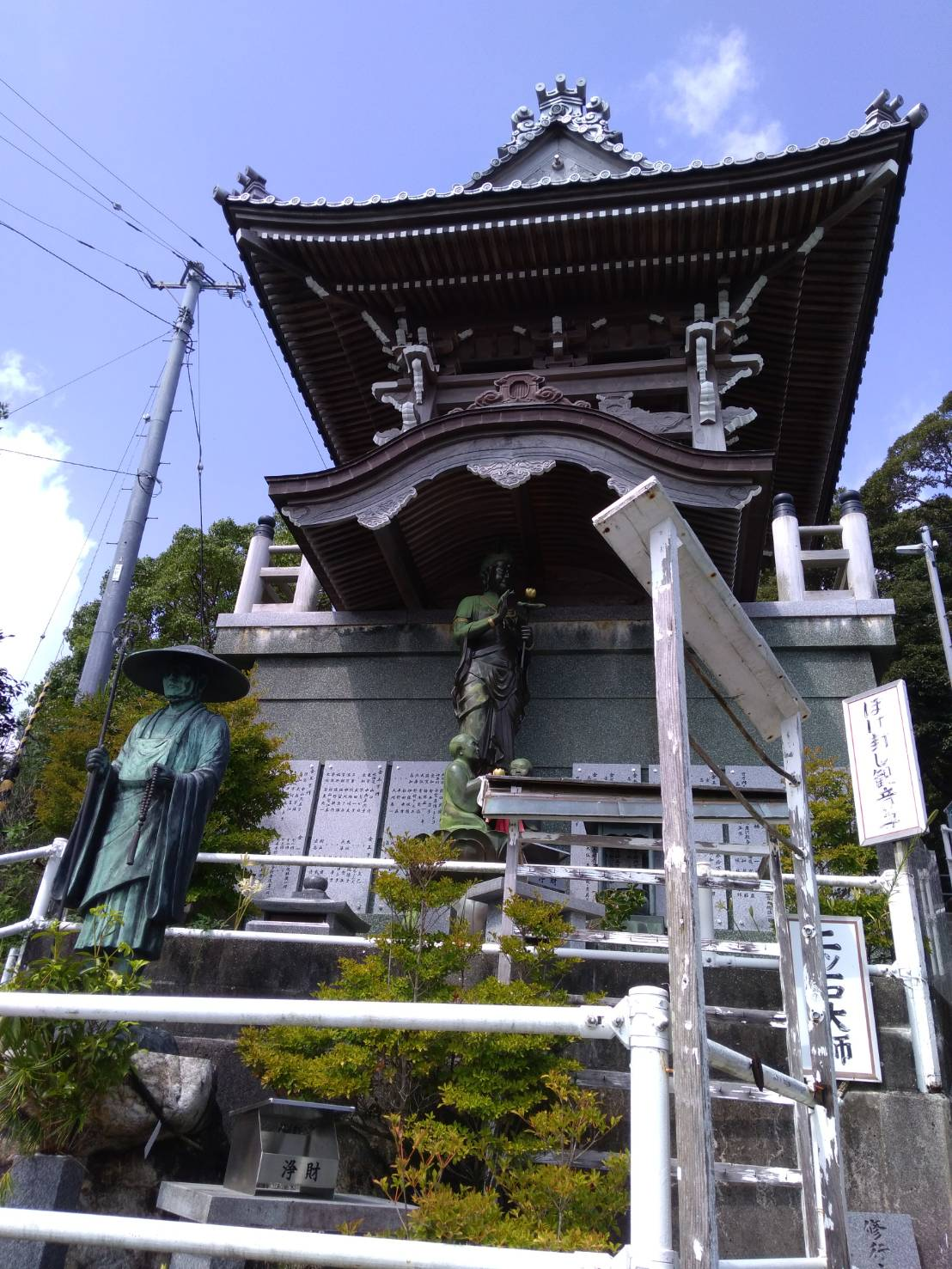
Vue sur des statues du Daizen-ji

Selon le folklore, le temple se trouve sur une colline était auparavant un cap de la baie de Susaki. On y trouve deux gros rochers appelés les « deux rochers des vagues ». Avant, on passait généralement par la colline pour passer mais au moment de la marée, on passait par l’extrémité des rochers.  Cet endroit, était un endroit dangereux, est aussi appelé « Tosa no Oyashirazu » (とさのおやしらず). Cet endroit ne pouvait pas résister en cas de grandes vagues. Il est dit que ce cap est une montagne sacrée et que si des personnes impures passaient par là, ils feraient des rencontres mystérieuses et feraient fasse à des difficultés. Durant la période Heian, en 815 et à l’âge de 42 ans, le moine Kûkai (くうかい) aussi connu sous le nom de Kôbô Daishi (こうぼうだいし), a entendu parler de cette histoire lors de sa visite à Susaki lorsqu’il débutait son pèlerinage de Shikoku pour répandre son enseignement.  Kûkai aurait alors prié pour l’âme des personnes décédées en mer. Une statue a par la suite été érigée à l’emplacement du temple. Une fois que la statue a été érigée, la statue de Kûkai a été appelée Futatsu Daishi (二つ大師).
Au fil des années, les deux rochers ont accumulé beaucoup de terre et de sable. Au début de la période Shôwa, des brise-lames ont été construits. De nos jours, les deux rochers se trouvent ensevelit dans la terre.  
Le nom du temple apparaît dans le Nanroshi (なんろし) qui a été édité à la fin de la période Edo en 1815 par un riche commerçant du clan Tosa s’appelant Minoya. À l’origine, le nom du temple était Hachimansan Myôjô-in Daizen-ji (はちまんさんみょうじょういんだいぜんじ). De nos jours, le nom officiel du Daizen-ji est Kôyasan Daizen-ji (こうやさんだいぜんじ). 
À l’origine, le temple Daizen-ji se trouvait sur la colline de Shiroyama mais après le tsunami de 1707 qui a ravagé Susaki, il a été déplacé au Nord de Shiroyama. Durant la période Meiji, il y eut un mouvement appelé « abolissez le bouddhisme et détruisez shyôkyamuni » (はいぶつきしゃく). Ce mouvement mena à la destruction du temple en 1884. Les croyants, qui pleuraient le temple, décidèrent de le reconstruire à son emplacement actuel en 1896. 